# Довадола
Довадола (итал. Dovadola) је насеље у Италији у округу Форли-Чезена, региону Емилија-Ромања.
Према процени из 2011. у насељу је живело 1186 становника. Насеље се налази на надморској висини од 132 м.

## Становништво
| 1951. | 1961. | 1971. | 1981. | 1991. | 2001. | 2011. |
| ----- | ----- | ----- | ----- | ----- | ----- | ----- |
| 3.682 | 2.460 | 1.766 | 1.672 | 1.563 | 1.583 | 1.661 |